# Spiegelrei 17, 18

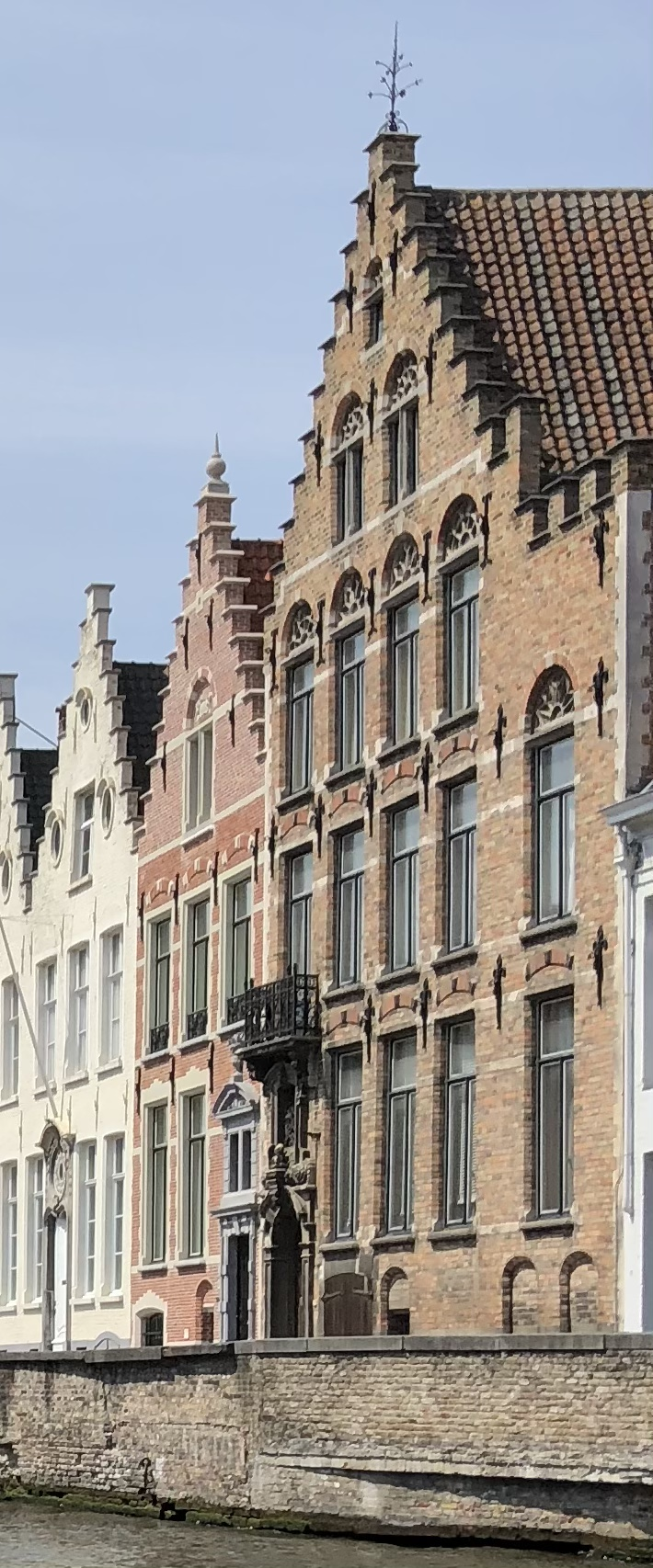
Spiegelrei 17, 18 im Jahr 2019

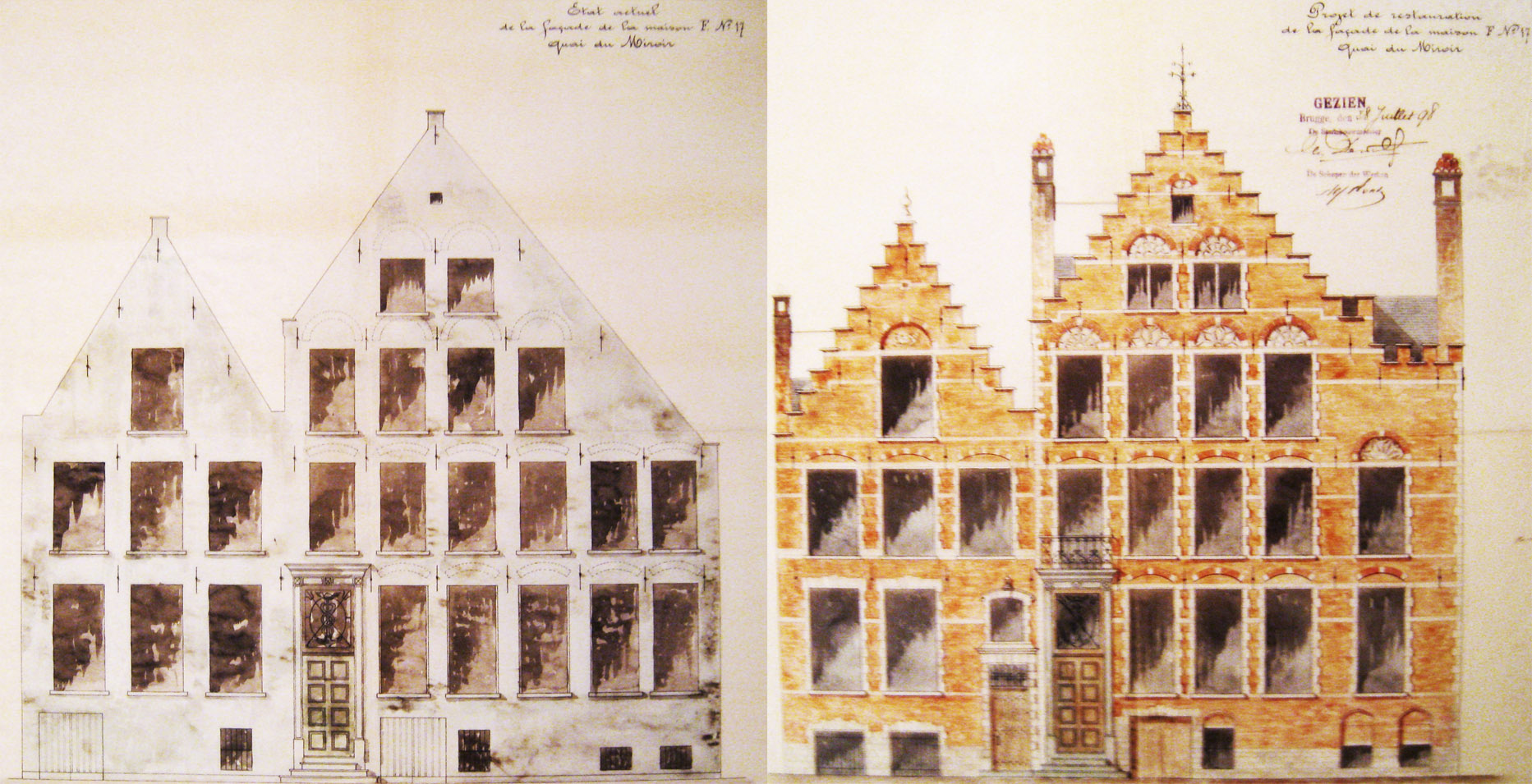
Zeichnung aus dem Jahr 1898, Zustand des Gebäudes vor und nach dem Umbau

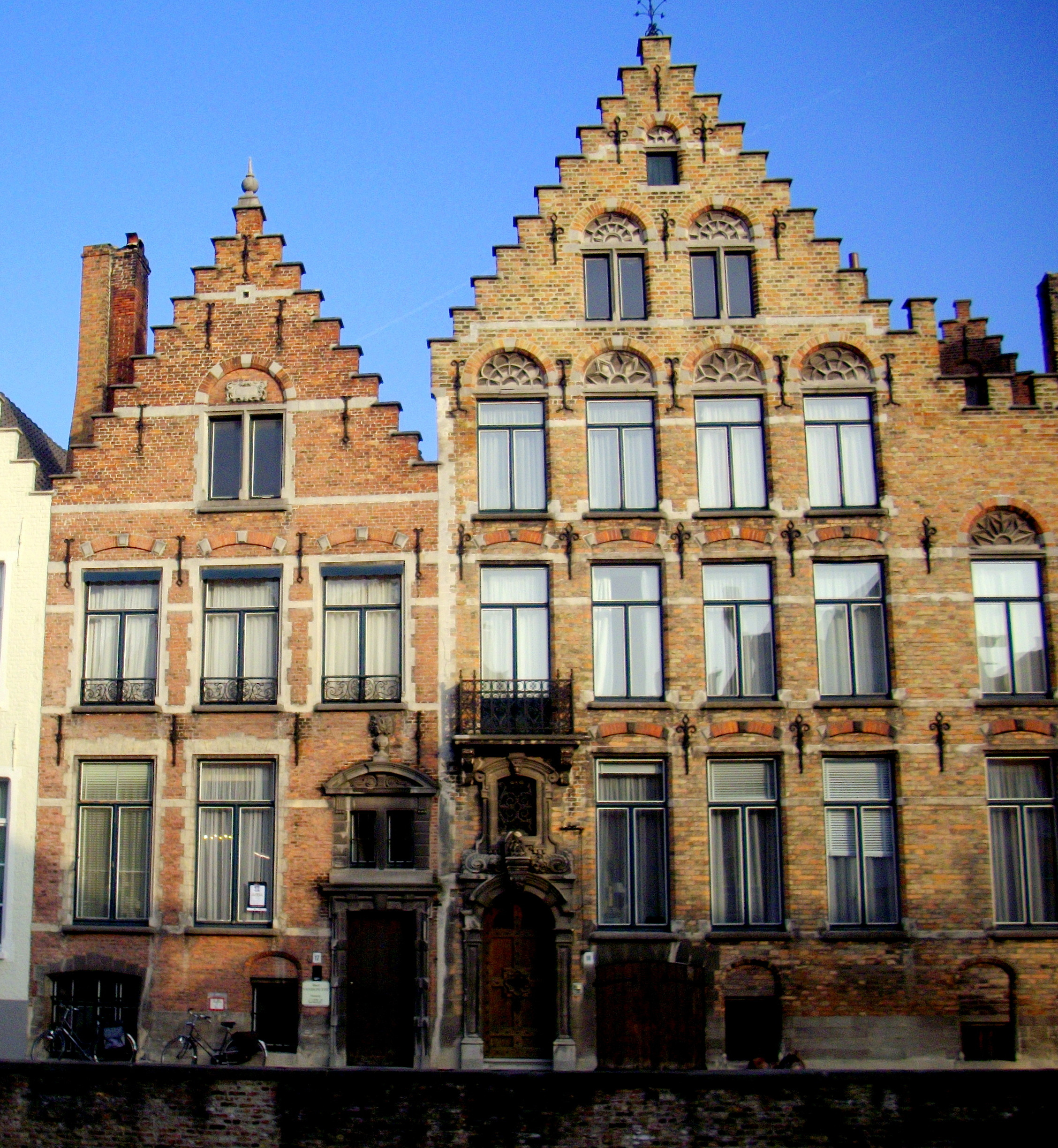
2011

Das Gebäude Spiegelrei 17, 18 ist ein denkmalgeschütztes Haus in Brügge in Belgien.

## Lage
Das Haus befindet sich im östlichen Teil der Altstadt von Brügge, auf der Nordseite der Straße Spiegelrei. Südlich des Gebäudes verläuft der Kanal Spiegelrei. Westlich grenzt das gleichfalls denkmalgeschützte Haus Spiegelrei 16, östlich Spiegelrei 19, 20 an.

## Architektur und Geschichte
Das aus zwei Häusern bestehende Gebäude geht in seiner heutigen Form auf Umbauten im Jahr 1898 nach einem Entwurf des Brügger Architekten Louis de la Censerie zurück, bei denen zwei Gebäude mit unterschiedlichen Giebeln zu einem Wohnhaus vereint wurden. Nach Süden zum Kanal hin verfügt das Gebäude über zwei Stufengiebel, wobei der rechte deutlich größer ist. Bei den Umbauten blieb die Gestaltung der Türrahmen im Louis-seize-Stil erhalten.
Das Grundstück umfasst eine Fläche von 241 m². Das Gebäude wird seit dem 14. September 2009 als architektonisches Erbe geführt.

### Haus Nummer 17
Das westliche, linke Haus ist in Ziegelbauweise auf einem Sandsteinsockel errichtet. Die Fassade ist dreiachsig ausgeführt. Die Gestaltung der Fensterrahmungen, aber auch Aufsätze, die Schlusssteine von Reliefbögen sowie Ornamenten wie Kartuschen und bekrönender Kugelverzierung sind in ihrer Gestaltung typisch für das 16. Jahrhundert. Abgeschlossen wird die Fassade des zweigeschossigen Gebäudes von einem neunstufigen Giebel mit Aufsatz im Stil des Neobarocks. Das Gebäude wird von einem mit flämischen Ziegeln eingedeckten Satteldach bedeckt. Die rechts angeordnete Haustür ist von einer barocken Rahmung umgeben und verfügt über Oberlicht, welches von einem Segmentbogengiebel überspannt wird, der seinerseits von einer Vase bekrönt wird. Ein großer Schornstein steht an der linken Kante des Gebäudes.

### Haus Nummer 18
Die rechte, östliche Hälfte ist dreigeschossig mit einer vierachsigen Fassade. Auch dieser Teil ist aus Ziegelsteinen gebaut und ruht auf einem Sandsteinsockel. Der hier oberhalb der vier Achsen bestehende Stufengiebel ist zehnstufig mit Aufsatz. Rechts schließt sich ein zweigeschossiger einachsiger Anbau an. Er ist mit Zinnen bekrönt. Zurückgesetzt hinter diesen Zinnen befindet sich eine ebenfalls abgestufte Bekrönung. Die an der Fassade befindlichen Verzierungen sind aufwändiger gestaltet als in der linken Gebäudehälfte. Bemerkenswert ist das jeweils oberhalb der Fensteröffnung im zweiten Obergeschoss befindliche Maßwerk in geometrischen Formen, das sich auch oberhalb der drei Fenster des Giebels wiederholt. Die Haustür der Gebäudehälfte ist links angeordnet. Sie verfügt über eine neobarocke üppig verzierte und beschriftete Rahmung. Der Schlussstein der Rahmung ist als Kinderkopf gestaltet, der seinerseits von einem Pelikan bekrönt wird. Links und rechts hiervon bestehen Ornamente. Das darüber befindliche Oberlicht ist von einem aufwendig gestalteten gusseisernen Gitter versehen. Über dem Oberlicht befindet sich im ersten Obergeschoss ein auf Konsolen ruhender Balkon mit schmiedeeisernem Geländer.